# Jeanette Alfredsson

Jeanette Ann-Marie Alfredsson, ogift Palo, född 1 mars 1969 i Malmberget, Norrbottens län, är en svensk kristen sångare, låtskrivare och lärare.
Jeanette Alfredsson växte upp i Malmberget och har gått på Vineyards lärjungaskola i Kalifornien. Hon medverkade bland annat på den första Davids Hjärta-plattan 1993, där hon var solist på den välkända lovsången Mer kärlek, mer kraft, och på Elsa Rydins platta Tid att tillbe (2001) var hon både sångare och låtskrivare. 2008 släppte Jeanette Alfredsson sin första egna platta För evigt och 2011 kom God, båda producerade av Olle Junholm.
Hon arbetar som lärare, är sedan 1990 gift med Pär Alfredsson (född 1967), riksevangelist i Svenska Missionskyrkan, och har tre barn.

## Diskografi

### Skivor/Singlar under eget namn
- Välsignelsen - Singel (2020)
- Med dig - Singel (2019
- Alla dagar - Album (2019)
- I stormen - Singel (2019)
- Upphöj kung Jesus - Singel (2019)
- Pärleporten - Singel (2019)
- A Message For The Lost And Least - Singel (2018)
- Segerns krona - Singel (2014)
- God - Album (2011)
- För evigt - Album (2008)

### Medverkan i andra produktioner/samarbeten
- Bär genom allt - Singel (2024) - med Josef Tingbratt
- Stilla natt (Himmelska Frid) - Singel (2023) - med Lewi Bergrud
- Guds son har kommit ner - Singel (2022) - med Josef Tingbratt
- Psalm 61 (högre än jag) - Singel (2022) - med Esther Collective
- Evigt trygg - Psalmer med välkända röster (2022) - med Tillsammans
- Bliv kvar hos mig - Singel (2021) - med Erik Thunberg
- Gud med oss - lovsång i juletid (2020) medverkar med sången "Nådens ansikte"
- Ansikte mot ansikte - Singel (2020) - Med Nordic Music Collective
- Upphöjd är du - Singel (2020) - Med Nordic Music Collective
- Jesus (Mörkret bävar för dig) - Singel (2020) - Med Nordic Music Collective

- Från mitt hjärta
- En tid av skörd
- Jag vill lova Herren alltid (1993)
- Live från Stockholm Vineyard-Winds of Worship-Live from Sweden (1997)
- Winds of worship - Live from Sweden (1997)
- Koinonia Ett hjärta-ett folk (2000)
- Tid att tillbe (2001)
- Sjung en ny sång - Bibelkörer Redux (2010)*
- Segerns Krona - singel med Ida Möller (2014)*
- Du gör allting nytt (2014)*